# Abbass Khamis Magongo
Abbass Khamis Magongo (zm. 29 stycznia 2001) – kenijski piłkarz grający na pozycji środkowego pomocnika. W swojej karierze rozegrał 13 meczów i strzelił 2 gole w reprezentacji Kenii.

## Kariera klubowa
Swoją karierę piłkarską Magongo rozpoczął w tanzańskim klubie Pamba SC. Zadebiutował w nim w 1982 roku. W 1984 roku przeszedł do Gor Mahia i grał w nim do 1991. Wywalczył z nim pięć tytułów mistrza Kenii w sezonach 1984, 1985, 1987, 1990 i 1991 oraz zdobył trzy Puchary Kenii w sezonach 1986, 1987 i 1988. W latach 1991–1994 występował w omańskim Al-Seeb Club. W 1994 roku wrócił do Gor Mahia i następnie zakończył w nim swoją karierę.

## Kariera reprezentacyjna
W reprezentacji Kenii Magongo zadebiutował 28 marca 1987 roku w wygranym 2:0 meczu kwalifikacji do Pucharu Narodów Afryki 1988 z Madagaskarem, rozegranym w Mombasie. W debiucie strzelił gola. W 1990 roku powołano go do kadry na Puchar Narodów Afryki 1990. Zagrał w nim w dwóch meczach grupowych: z Senegalem (0:0) i z Zambią (0:1). Od 1987 do 1994 wystąpił w kadrze narodowej 13 razy i strzelił 2 gole.